# Komplementäre Führung
Komplementäre Führung ist ein theoretischer Ansatz der Führung und Führungsforschung. Die Theorie thematisiert die Personalführung in Organisationen. Sie integriert unter anderem theoretische Elemente der Geteilten Führung, des Führens als Dienstleistung und aufgabenbezogener Führungsmodelle. Gegenstand ist insbesondere das Zusammenwirken unterschiedlicher Akteure im Führungsprozess.

## Begriff
Der Begriff der Komplementären Führung (komplementär = sich gegenseitig ergänzend) leitet sich aus den drei Elementen des Kernmodells ab, die jeweils das komplementäre Zusammenwirken unterschiedlicher Faktoren im Führungsprozess beschreiben.
Als freie Wortschöpfung wird der Begriff der komplementären Führung immer wieder auch in anderen Zusammenhängen gebraucht, um sich ergänzende Führungssachverhalte zu beschreiben, z. B. die kurzfristige versus langfristige Ausrichtung der Führungsarbeit oder Leadership (= persönliche Führung) versus Management (=strukturelle Führung). Bradt sowie Miles/Watkins verwenden den Begriff für die Nutzung komplementärer Stärken und Expertisen von Teammitgliedern.

## Theorieelemente und führungstheoretische Ansatzpunkte
1. Komplementäre Führungsfunktionen: Personalführung in Organisationen wird als Dienstleistung verstanden, welche zugleich eine Unterstützungs- und eine Ordnungsfunktion beinhaltet. Führungstheoretischer Ansatzpunkt ist das Servant Leadership bzw. die Idee des Führens als Dienstleistung[5].
2. Komplementäre Führungsaufgaben: Ausgehend von der Prämisse, dass sich organisationale Personalführung über ihre Aufgaben am ehesten definieren und gestalten lässt, werden zwei Dutzend Aufgabenstellungen beschrieben, die zusammen die Gesamtheit der Personalführungsaufgabe bilden[6]. Dieser Ansatz steht in der Tradition anderer Aufgabenmodelle der Führung.
3. Komplementäre Führungsakteure: Die Führungsaufgaben obliegen dem Modell zufolge nicht allein der Führungskraft, sondern es wirken verschiedene Parteien am Führungsprozess mit: Mitarbeiter, Kollegen Führungskraft, obere Führungskraft und Personalmanager. Die Aufgabenteilung kann statisch sein und/oder einer kompensatorisch-situativen Dynamik folgen. Theoretischer Ansatzpunkt sind hier der Führungsansatz der Geteilten Führung sowie das Ausnahmeprinzip (Management by Exception). Der Komplementären Führungstheorie zufolge gilt das Primat der Selbstführung. Nur bei Selbstführungsdefiziten obliegt es der Führungskraft, kompensatorisch einzugreifen. Tut die Führungskraft dies nicht, kompensieren wiederum die obere Führungskraft und/oder der Personalbetreuer[7].
4. Umsetzungselemente: Während die ersten drei Elemente den theoretischen Kern der Komplementären Führungstheorie bilden, dienen vier weitere Elemente seiner praktischen Umsetzung[8]. Eines davon stellen die sog. Führungsroutinen (= Führungsaktivitäten) dar. Da die Führungsaufgaben (s. o.) lediglich als allgemeine Aufgabenstellungen zu verstehen sind, müssen sie in konkrete Tätigkeiten wie Gespräche, Sitzungen oder Jahresbeurteilungen umgesetzt werden – das sind die Routinen. Davon zu unterscheiden sind die Führungsinstrumente (= formalisierte Hilfsmittel) als zweites Umsetzungselement. Weitere Umsetzungselemente sind die Führungsressourcen (Führungskompetenz, Arbeitszeit, Informationen, Führungsfeedback) sowie der Führungsaufbau (die Struktur der an der Personalführung beteiligten Organisationseinheiten).